# ACOT13
ACOT13 (англ. Acyl-CoA thioesterase 13) – білок, який кодується однойменним геном, розташованим у людей на короткому плечі 6-ї хромосоми. Довжина поліпептидного ланцюга білка становить 140 амінокислот, а молекулярна маса — 14 960.
| 10         |  | 20         |  | 30         |  | 40         |  | 50         |
| ---------- |  | ---------- |  | ---------- |  | ---------- |  | ---------- |
| MTSMTQSLRE |  | VIKAMTKARN |  | FERVLGKITL |  | VSAAPGKVIC |  | EMKVEEEHTN |
| AIGTLHGGLT |  | ATLVDNISTM |  | ALLCTERGAP |  | GVSVDMNITY |  | MSPAKLGEDI |
| VITAHVLKQG |  | KTLAFTSVDL |  | TNKATGKLIA |  | QGRHTKHLGN |  |            |

A: Аланін

C: Цистеїн

D: Аспарагінова кислота

E: Глутамінова кислота

F: Фенілаланін

G: Гліцин

H: Гістидин

I: Ізолейцин

K: Лізин

L: Лейцин

M: Метіонін

N: Аспарагін

P: Пролін

Q: Глутамін

R: Аргінін

S: Серин

T: Треонін

V: Валін

Кодований геном білок за функцією належить до гідролаз. 
Задіяний у таких біологічних процесах, як ацетилювання, альтернативний сплайсинг. 
Локалізований у цитоплазмі, цитоскелеті, ядрі, мітохондрії.